# 40

## Narození
- Marcus Valerius Martialis, římský epigramik († 102)
- Gnaeus Julius Agricola, římský vojevůdce († 93)

## Úmrtí
- Seneca starší, římský řečník, právník a spisovatel (* 54 př. n. l.)

## Hlava státu
- Papež – Petr (cca 30 – 64/65/66/67)
- Římská říše – Caligula (37–41)
- Parthská říše – Vardanés (38/39–45)
- Kušánská říše – Kudžúla Kadphises (30–90)
- Čína, dynastie Chan (206 př. n. l. – 220 n. l.) – Kuang Wu-ti (25–57)